# Oddělený disk

Transneptunická tělesa ve vzdálenostech přesahujících 100 AU: objekty rozptýleného disku (šedá) a oddělená tělesa (bílá). Zcela vlevo jsou pro srovnání zobrazena též tělesa Kuiperova pásu: kubewana (modrá) a rezonanční tělesa (červená).

Oddělený disk je vzdálená oblast sluneční soustavy nacházející se za oběžnou dráhou Neptunu. Tzv. oddělená tělesa, která se v ní nacházejí, se ani při svém největším přiblížení Slunci nedostávají do gravitačního vlivu vnějších planet, a jejich dráhy tak zůstávají nerušeny. Jako takové se tedy jeví být ve sluneční soustavě „oddělené“. Právě tato vlastnost je nejvíce odlišuje od většiny ostatních známých transneptunických těles (TNO), nacházejících se v nepříliš jasně definovaných skupinách, jejichž dráhy jsou ovlivňovány blízkými setkáními s plynnými obry, zejména s Neptunem. Perihélia oddělených objektů jsou mnohem vzdálenější než perihélia těchto ostatních transneptunických populací, včetně těles nacházejících se v dráhových rezonancích s Neptunem (např. Pluto), klasických těles Kuiperova pásu na nerezonančních dráhách (např. Makemake) a těles rozptýleného disku (např. Eris).
V astronomické literatuře bývají tělesa odděleného disku označována také jako „vzdálená tělesa rozptýleného disku“ (zkr. E-SDO, z anglického extended scattered disc objects), „vzdálená oddělená tělesa“ (zkr. DDO, z anglického distant detached objects) či „vzdálená rozptýlená tělesa“ (scattered-extended objects). Tyto názvy reflektují dynamické rozdíly, které existují mezi parametry oběžných drah populací rozptýleného a odděleného disku. Mezi těmito oblastmi však nejsou zcela pevně dané hranice. Za oddělená tělesa se s jistotou označuje nejméně devět známých objektů, z nichž největší a nejznámější je Sedna.

## Oběžné dráhy

Animace srovnání oběžných drah planet s dráhou tělesa odděleného disku (90377) Sedna a předpokládaným Oortovým oblakem

Oddělená tělesa mají perihélia mnohem vzdálenější, než je afélium Neptunu a často se pohybují po velmi eliptických dráhách, jejichž velká poloosa sahá do vzdálenosti až několik stovek astronomických jednotek (1 AU je poloměr oběžné dráhy Země). Na takové oběžné dráhy je nemohl vychýlit žádný z plynných obrů. Proto byla navržena řada jiných vysvětlení, včetně gravitačního vlivu nějaké hvězdy, která snad někdy v minulosti prošla v blízkosti sluneční soustavy nebo nějakého dosud neobjeveného vzdáleného objektu velikosti planety.
Tým spolupracující na projektu Deep Ecliptic Survey navrhl, aby objekty, jež mohl na jejich současné dráhy rozptýlit Neptun, byly označovány jako „blízká rozptýlená tělesa“ (scattered-near), a ty, jejichž Tisserandův parametr vztažený k Neptunu překračuje hodnotu 3 (například Sedna), jako „vzdálená rozptýlená tělesa“ (scattered-extended).

## Klasifikace
Oddělená tělesa jsou jednou ze čtyř zatím známých skupin transneptunických objektů; zbývající tři jsou klasická tělesa Kuiperova pásu, rezonanční tělesa a tělesa rozptýleného disku. Tělesa odděleného disku mají perihélium ve vzdálenosti větší než 40 astronomických jednotek, v důsledku čehož se nedostávají do interakce s Neptunem, obíhajícím po téměř kruhové dráze ve vzdálenosti asi 30 AU. Přesto však mezi oblastmi rozptýleného a odděleného disku nelze stanovit žádné jasné hranice a v přechodné oblasti ležící ve vzdálenosti 37–40 AU mohou tělesa obou skupin koexistovat. Jedním z těles odděleného disku, jež se v perihéliu dostává do této přechodné oblasti, je např. (120132) 2003 FY128.
Úvahy o existenci populace těles nacházející se někde mezi hypotetickým Oortovým mračnem a rozptýleným diskem se objevily po objevu tělesa (90377) Sedna a několika dalších, jako 2000 CR105 a 2004 XR190. Ačkoliv v Minor Planet Center je Sedna evidována jako těleso rozptýleného disku, její objevitel Michael Brown přišel s myšlenkou, že vzhledem k perihéliu nacházejícím se 76 AU od Slunce, které znamená, že objekt nepodléhá gravitačnímu vlivu Neptunu, by měla být považována spíše za člena vnitřního Oortova oblaku. Současná astronomická literatura ji však řadí do nově ustanovené kategorie oddělených těles.
Velkým problémem při definování této kategorie těles však je, že i v podobně vzdálených oblastech mohou existovat velmi slabé rezonance, které je však velmi obtížné prokázat, a to z důvodu nedostatečné přesnosti při výpočtu oběžných drah těles s velkou poloosou přesahující 50 AU. Tato tělesa mohou mít oběžnou dobu delší než 300 let, přičemž pozorována jsou teprve několik let, během nichž tedy urazila jen velmi krátký úsek. Vzhledem k jejich obrovské vzdálenosti a z ní plynoucímu pomalému vlastnímu pohybu může trvat i několik desetiletí, než se astronomům podaří stanovit jejich oběžné dráhy dostatečně přesně na to, aby mohli případné rezonance potvrdit či vyvrátit. To by jim současně pomohlo i lépe porozumět předpokládané dávné migraci plynných obrů na vzdálenější dráhy a následnému vývoji sluneční soustavy do dnešní podoby. Zatím se však tyto slabé rezonance daří stanovit jen s velkou mírou nejistoty. Poměrně jistí jsou si astronomové jen co se týče tělesa (82075) 2000 YW134, které zřejmě obíhá v rezonanci 8:3. Ze studie ruských astronomů V. V. Jemeljaněnka a E. L. Kiseljovové vyplynulo, že toto těleso se v uvedené rezonanci nachází s 84% pravděpodobností. Z jiných objektů se pak např. těleso 2003 QK91 nachází v rezonanci 10:3 s 38% pravděpodobností a těleso 2000 CR105 v rezonanci 20:1 s 10% pravděpodobností. Objekt (145480) 2005 TB190, který je kandidátem na zařazení mezi trpasličí planety, by se mohl nacházet v rezonanci 4:1 pouze s pravděpodobností 1 %.

## Tělesa
Toto je seznam známých těles, která se nacházejí na dráhách ležících mimo dosah Neptunu. Pravděpodobně se tedy jedná o tělesa odděleného disku. Seznam je řazený sestupně podle vzdálenosti perihélia.
| Katalogové číslo | Jméno či označení | Průměr (km) | H   | Perihélium (AU) | Afélium (AU) | Rok objevu | Objevitel(é)                | Typ                               | JPL Database |
| ---------------- | ----------------- | ----------- | --- | --------------- | ------------ | ---------- | --------------------------- | --------------------------------- | ------------ |
| (90377)          | Sedna             | 1200–1600   | 1,6 | 76,1            | 975,5        | 2003       | Brown, Trujillo, Rabinowitz | oddělené                          |              |
|                  | 2004 XR190        | 335–850     | 4,5 | 52,3            | 61,8         | 2004       | Lynne Jones et al.          | oddělené                          |              |
|                  | 2004 VN112        | 130–300     | 6,4 | 47,3            | 614          | 2004       | Cerro Tololo                | oddělené                          |              |
| (145480)         | 2005 TB190        | ~500        | 4,7 | 46,2            | 106,5        | 2005       | Becker, A. C. et al.        | oddělené                          |              |
| (148209)         | 2000 CR105        | ~250        | 6,1 | 44,3            | 397          | 2000       | Lowell Observatory          | oddělené                          |              |
|                  | 2003 UY291        | ~150        | 7,3 | 41,2            | 57,1         | 2003       | Pittichova, J. et al.       | oddělené nebo klasické KBO        |              |
| (82075)          | 2000 YW134        | ~500        | 4,7 | 41,0            | 73,9         | 2000       | Spacewatch                  | oddělené v rezonanci 8:3          |              |
| (48639)          | 1995 TL8          | ~350        | 5,2 | 40,0            | 64,5         | 1995       | A. Gleason                  | oddělené                          |              |
|                  | 2010 KZ39         | 440–980     | 3,9 | 39,1            | 52,5         | 2010       | A. Udalski et al.           | oddělené nebo klasické KBO        |              |
|                  | 2003 QK91         | ~180        | 6,9 | 38,4            | 98,5         | 2003       | Elliot, J. et al.           | oddělené                          |              |
|                  | 2003 FZ129        | ~150        | 7,3 | 38,0            | 85,6         | 2003       | Mauna Kea                   | oddělené                          |              |
| (134210)         | 2005 PQ21         | ~200        | 6,7 | 37,6            | 87,6         | 2005       | Cerro Tololo                | oddělené                          |              |
|                  | 2006 QH181        | ~765        | 3,8 | 37,6            | 97,0         | 2006       | Cerro Tololo                | oddělené nebo KBO v rezonanci 5:1 |              |
| (120132)         | 2003 FY128        | ~440        | 4,8 | 37,0            | 61,7         | 2003       | NEAT                        | oddělené                          |              |
|                  | 2006 HX122        | ~290        | 5,9 | 36,4            | 102,6        | 2006       | M. W. Buie                  | oddělené nebo v rezonanci 7:2     |              |
|                  | 2012 VP113        | ≈ 500       | 4,1 | 80,3 ± 0,8      | 461 ± 31     | 2012       | Sheppard, Trujillo          | oddělené                          |              |